# Anathamna chionopyra
Anathamna chionopyra is een vlinder uit de familie van de bladrollers (Tortricidae). De wetenschappelijke naam van de soort is voor het eerst geldig gepubliceerd in 1953 door Alexey Diakonoff.

## Type
- holotype: "female"
- instituut: RMNH, Leiden, Nederland
- typelocatie: "New Guinea"